# Heliga Katarina av Alexandria (Caravaggio)
Heliga Katarina av Alexandria är en oljemålning av den italienske barockkonstnären Caravaggio från omkring 1598–1599. Den ingår i samlingarna på Museo Thyssen-Bornemisza i Madrid.
Målningen skildrar den egyptiska jungfrun, martyren och helgonet Katarina av Alexandria med gloria och i en elegant klänning. Enligt sägnen halshöggs hon på befallning av kejsar Maxentius omkring år 305. Hon är avbildad med sina helgonattribut hjul och svärd. Palmgrenen som ligger på den röda kudden är martyrernas symbol.
Som modell för Katarina ska den prostituerade Fillide Melandroni ha suttit; hon syns även i Caravaggios Judit och Holofernes och Kristi gravläggning. Beställare var Caravaggios första mecenat kardinal Francesco Maria del Monte. Caravaggio hade vid tidpunkten utvecklat chiaroscurotekniken, det vill säga starka kontraster mellan ljus och mörker, som senare skulle bli hans kännetecken.